# Зубарев, Евгений Викторович
Евгений Викторович Зубарев (2 февраля 1967) — советский и российский футболист, играл на позиции защитника и полузащитника.

## Карьера
Воспитанник ДЮСШОР-15 (Воронеж). В 1983 году попал в заявку «Факела», однако 3 сезона выступал за молодёжный состав. В 1988 году провёл свой первый матч на профессиональном уровне за «Химик» (Семилуки). Начало сезона 1989 года провёл в «Факеле», провёл лишь 1 матч и вскоре вернулся в «Химик». Вторую половину сезона 1990 года доигрывал в «Шахтёре» из Шахты. После распада СССР вернулся в «Факел», за который в высшей лиге дебютировал 29 марта 1992 года в домашнем матче 1-го тура против «Уралмаша», отыграв полный матч. В том же году перебрался в «Шахтёр» (Шахты). В 1993 году играл за любительский клуб «Шахтостроитель» (Коксовый). В 1994 году вернулся в «Шахтёр», в том же году играл за «Локомотив» из города Лиски. Профессиональную карьеру завершил в украинском клубе «Ратуша» из города Каменец-Подольский в 1996 году. С 1996 по 1998 годы играл в любительском клубе «Престиж» из Воронежа.